# Torleif
Torleif, eller Thorleif (fornisländska Þorleifr), är ett fornnordiskt mansnamn, sammansatt av gudanamnet Tor - och leif -"arvinge". En fornsvensk smekform av namnet är Tolle.
Torleif är idag ett väldigt ovanligt namn i Sverige. Det förekommer på runstenar och återupptäcktes i Sverige på 1800-talet genom inflytande från Norge där namnet är vanligare. 
31 december 2014 fanns det totalt 782 personer i Sverige med förnamnet Torleif/Thorleif, varav 372 hade det som tilltalsnamn. År 2003 fick 2 pojkar namnet, men ingen fick det som tilltalsnamn.
Namnsdag: 9 mars (1986-92: 26 november, 1993-2000: 19 oktober, sedan 2001: 9 mars).

## Personer med namnet Torleif/Thorleif
- Thorleif Allum (1882–1918), norsk operasångare.
- Torleif Ericson (född 1930), svensk fysiker.
- Torleif Falk (född 1961), svensk arkitekt.
- Thorleif Haug (1894–1934), norsk skidåkare.
- Thorleif Hellbom (1924–2011), svensk journalist.
- Torleif Härd (född 1959), svensk kemist och molekylärbiolog.
- Torleif Ingelög (född 1946), svensk biolog.
- Torleif jarlsskald (940-talet–cirka 995), isländsk skald.
- Torleif Lännerholm (1923–2020), svensk oboist.
- Thorleif Reiss (1898–1988), norsk skådespelare och teaterregissör.
- Thorleif Schjelderup-Ebbe (1894–1976), norsk zoolog.
- Torleif skuma (död cirka 986), isländsk skald.
- Torleif Styffe (född 1949), svensk författare.
- Torleif Thedéen (född 1962), svensk cellist.
- Thorleif Torstensson (1949–2021), svensk musiker (startade Thorleifs orkester).

## Fiktiva figurer med namnet Torleif/Thorleif
- Torleif Andersson, Bert-serien, flöjtist och Berts kompis
- Torleif (Amfibiekåren), beskyddare av Amfibiekåren

## Fotnoter
1. ↑  ”Mansnamn”. http://www.genealogi.se/mansnamn. Läst 20 februari 2016.
2. ↑  Enligt sökning på Statistiska centralbyråns Namndatabas 2015-10-28.